# Риелтор
Рие́лтор — это юридическое лицо (индивидуальный предприниматель), исполняющее посреднические функции в вопросах купли, продажи и аренды недвижимого имущества.

## Этимология
Слово «риелтор» — неустоявшееся заимствование из американского диалекта английского языка (англ. realtor). Мнения словарей и специалистов расходятся в рекомендациях, отстаивая правильность различных словоформ. Самые распространенные из них: риелтор, риэлтор, риэлтер, риелтер. В русском орфографическом словаре РАН указывается написание «риелтор».

## Риелторская деятельность в бывшем СССР и нынешних странах СНГ

### История
Во времена СССР зарегистрированных риелторов не существовало, поскольку не было ни частной собственности, ни рынка недвижимости, как и вообще никакого легального бизнеса в современном понимании. Функцию специалиста по латентной продаже недвижимости путем обмена, часто многоступенчатого, могло выполнять и выполняло государственное «Бюро по обмену жилой площади». В Москве единственное подобное бюро находилось в Банном переулке, возле которого в 1970-е и 1980-е годы можно было встретить множество нелегальных маклеров, предлагавших незаконные, но весьма эффективные услуги в решении вопросов с обменом жилья. Института недвижимости как такового не существовало до 1992 года, года создания фондовых рынков в России, года тотальной ваучеризации и приватизации.
Первые частные фирмы в России, предлагающие услуги на зарождающемся рынке недвижимости, стали появляться в начале 1992 года. В 1996 году правительство России приняло постановление «Об утверждении положения о лицензировании риэлтерской деятельности», отменённое в 2002 году, с обязательным страхованием профессиональной ответственности. СМИ называли лицензирование процедурой, представляющей собой лишь формальную регистрацию при одной из общественных организаций, не гарантирующей качества предоставляемых услуг.

### Современная ситуация
Оборотной стороной данной ситуации является то, что в российских агентствах недвижимости зачастую работают риелторы, не обладающие профессиональными навыками, опытом и даже элементарным знанием действующего законодательства, в результате чего клиенты компаний несут как материальный, так и моральный ущерб.
К концу 2000-х годов стремительно разбогатевшие крупные агентства недвижимости стали заниматься девелоперской деятельностью — например, агентство «Инком» строит коттеджные поселки на кредитные средства, реализуя дома на продажу своим клиентам. Его конкурент «Миэль» становится соинвестором строительства многоэтажных жилых комплексов в Москве и в некоторых зарубежных странах, в частности, в Латвии.
В то же время «Риэлтер» как профессия с кодом 46102 зарегистрирована в Общероссийском классификаторе профессий рабочих, должностей служащих и тарифных разрядов (ОК 016-94). Общероссийский классификатор занятий (ОК 010—2014) профессию «Риэлтор» наряду с профессией «Агент по недвижимости» определяет кодом 3334 как «Агенты по операциям с недвижимостью и другой собственностью».

### Общественные организации риелторов
В 1992 году была создана организация «Российская гильдия риэлторов». По состоянию на 2009 год в неё входило 57 региональных гильдий и около 2000 организаций, объединивших работников отрасли.

## Преступления на рынке недвижимости

### Чёрные риелторы
С распадом СССР и появлением свободного коммерческого рынка жилья, а также из-за высокой стоимости объектов недвижимости и неизбежному наличию людей, слабо или совсем не разбирающихся в происходящем вокруг них, на рынке недвижимости в Москве и других мегаполисах с начала 1990-х годов стали нередкими случаи совершения тяжких преступлений против граждан с участием так называемых «чёрных риелторов». В состав таких преступных групп входят собственно риелторы, а также нотариусы, работники медицинских, социальных, муниципальных учреждений и правоохранительных органов — те, кто по роду деятельности или слухам знает, кто, в каком количестве и где живёт. В результате подобных деяний организованных преступных групп граждане, как правило, одинокие, лишаются квартир, а в ряде случаев — и жизни.
Из аналитической справки Московского уголовного розыска:
В 1992-1993 годах выявлен новый вид корыстных убийств с целью завладения приватизированными квартирами или деньгами,  при заключении сделок
купли-продажи. Такие преступления совершаются серийно устойчивыми группами лиц. Убийствам предшествуют действия, укладывающиеся в одну из следующих схем:
– под давлением преступников потерпевшие лично приватизируют и отчуждают жилье в их пользу;
– потерпевшие лишаются жилья после фиктивных обменов или браков;
– под физическим или психологическим давлением либо вследствие обмана
владельцы доверяют преступникам производство всех операций с квартирами.
Как правило,  такие убийства тщательно подготавливаются,  принимаются меры для невозможности установления личности жертв, убийства маскируются
под безвестное исчезновение граждан. Изучение проблемы позволяет сделать
вывод  о высокой латентности преступлений.  По сведениям ГУВД на 1.10.94 г. 3264 человека,  выбывших после продажи приватизированных квартир  на
другое место жительства, по новым адресам не значатся. Не исключено, что они стали жертвами аферистов или убиты.
Одним из первых «чёрных риелторов» являлся Александр Мурылёв, в одиночку убивший 8 человек и продавший их квартиры в 1993-1994 годах. 
В 1998 году в Ярославле была арестована в полном составе крупная банда «черных риелторов», на счету которой 15 человеческих жизней. Трое из семи её членов приговорены к пожизненному заключению.
В 2004 году в Хабаровске был арестован 38-летний директор местного филиала крупной риелторской фирмы и его помощница. В результате их мошенничества несколько семей, пожелавших воспользоваться услугами фирмы, остались без квартир и денег, а взамен получали полуразрушенные деревянные постройки в сельской местности без электричества.
В 2008 году пропал 76-летний москвич, член Всероссийского общества глухих, Виктор Аджамский. Следствие выяснило, что незадолго до своего исчезновения он продал свою квартиру и прописался в одной из деревень Тверской области, где его никто никогда не видел. Правоохранительные органы вышли на след банды, одной из участниц которой была бывшая сотрудница социальной защиты, и выявили не менее восьми подобных эпизодов.
В начале 2000-х годов во Владивостоке была обезврежена и предстала перед судом банда, убившая шестерых стариков с целью завладения их квартирами, в которую, помимо риелторов, входили сотрудники ФСБ, милиции, прокуратуры при активной поддержке должностных лиц городской администрации, БТИ, ЗАГСов, ФМС.
Аналогичные случаи были и в Магаданской области. Одиноких пожилых людей убивали, например, вводя кардиостимулятор без назначения врача. Осуждены лишь второстепенные участники.
В декабре 2009 года в Улан-Удэ суд приговорил к длительным срокам заключения восьмерых местных жителей, среди которых была директор агентства недвижимости «Адамант» Виктория Калмынина, входивших в банду, убивавших граждан с целью завладения их квартирами. Преступники убили шестерых женщин и завладели тремя квартирами.
В 2001—2015 годах в Могилёве банда «чёрных риелторов» убила шесть человек после покупки их квартир с обещанием размена жилья. Жертв вывозили на сельские кладбища и хоронили в безымянных могилах, причём некоторых закапывали когда они находились без сознания под действием водки и клофелина. Главные исполнители убийств, Игорь Гершанков и Семён Бережной, были расстреляны в ноябре 2018 года.

### Мошенничество с услугами по аренде жилья
Случается, что под видом деятельности агентств недвижимости безнаказанно занимаются заведомым мошенничеством. Например, в Москве в конце 2000-х годов процветал бизнес, когда ушлые мошенники предлагали заключить договор по аренде жилья и брали деньги с клиента, предоставляя взамен адрес квартиры, которой либо не существует, либо её владелец не знает о произошедшей сделке. Обычно, такие мошеннические организации работали с силовым прикрытием, которое разрешало острые конфликты.
Попытки оспорить договор зачастую оказывались безуспешными — не все из клиентов внимательно читали подписанные ими документы, не понимали значение важных деталей, согласно которым возврат денег невозможен, поскольку были предоставлены лишь «информационные услуги», а «агентство» не несло ни за что никакой ответственности.
Подобная деятельность не всегда сходила с рук мошенникам. ООО «Камерон», расположенное на Пятницкой улице в Москве, находилось в разработке правоохранительных органов, на них было подано более 10 жалоб от клиентов по фактам мошенничества, но деятельность этой организации не смогли вовремя предотвратить. В декабре 2009 года ООО «Камерон» пострадало в результате поджога. Погибли 4 сотрудницы.

## Англоязычная терминология
Слова REALTOR и REALTORS в США охраняются как зарегистрированные коллективные товарные знаки Национальной ассоциации риелторов (зарегистрированы в 1950 и 1949 году, соответственно). В 2003 году студент Джейкоб Циммерман (Jacob Zimmerman) подал петицию в Бюро по регистрации патентов и торговых марок США с просьбой отменить регистрацию этих товарных знаков, утверждая в качестве обоснования, что эти слова являются общими терминами. 31 марта 2004 года Комитет по рассмотрению споров и апелляций в связи с регистрацией товарных знаков отклонил петицию.

### Комментарии
1. ↑  О написании см. раздел #Этимология.